# Benzo(a)piren
Benzo[a]piren je policiklični aromatični ugljovodonik koji se nalazi u katranu, i ima hemijsku formulu . Njegovi metaboliti su mutageni i visoko karcinogeni. On je uvršten u grupu 1 karcinogena -a. Ovo jedinjenje pripada klasi benzopirena. Ono se sastoji od benzenovog prstena kondenzovanog sa pirenom. Benzo[a]pyren je rezultat nepotpunog sagorevanja na temperaturi između 300 °C i 600 °C.
Dimnjičari su obolevali od raka testisa u 18. veku, i česta pojava raka kože je zabeležena među industrijskim radnicima u 19. veku. Utvrđeno je da je benzo[a]piren jedinjenje odgovorno za ove slučajeve 1933. Njegova toksičnost je demonstrirana putem razvoja tumora kože na laboratorijskim životinjama. Kad telo pokuša da metabolizuje benzo[a]piren, rezultujući diol epoksid reaguje i vezuje se za DNK, proizvodeći mutacije i eventualno kancer.

## Izvori benzo[a]pirena
Benzo[a]piren se nalazi u katranu, u automobilskim izduvnim gasovima (posebno iz dizel mašina), u dimu proizvedenom sagorevanjem organskog materijala (poput dima cigareta), i u hrani sa roštilja. Kuvani proizvodi od mesa, regularno konzumiranje kojih je epidemiološki povezano sa povišenim nivoima raka debelog creva (mada to samo po sebi ne dokazuje karcinogenost), sadrže do 4  benzo[a]pirena, do 5.5  je prisutno u prženoj piletini i 62.6  u govedini prepečenoj na žaru.

## Spoljašnje veze
- Internacionalna karta hemijske bezbednosti 0104
- National Pollutant Inventory - Polycyclic Aromatic Hydrocarbon Fact Sheet
- „Lung cancer as consequence by Benzopyrene in smokers”. Lung Cancer. Архивирано из оригинала 14. 04. 2005. г. Приступљено 16. 5. 2012.
- „Levels of Benzopyrene in Burnt toasts”. Guardian Unlimited, Special reports, Close encounters. Приступљено 16. 5. 2012.
- „Crystal and molecular structure of a benzo-a-pyrene 7,8-diol 9,10-epoxide N2-deoxyguanosine adduct: Absolute configuration and conformation”. Proceedings of the National Academy of Sciences. Приступљено 16. 5. 2012.